# Urso de Prata de melhor atriz
O Urso de Prata de melhor atriz é um dos prêmios anuais do Festival de Berlim.

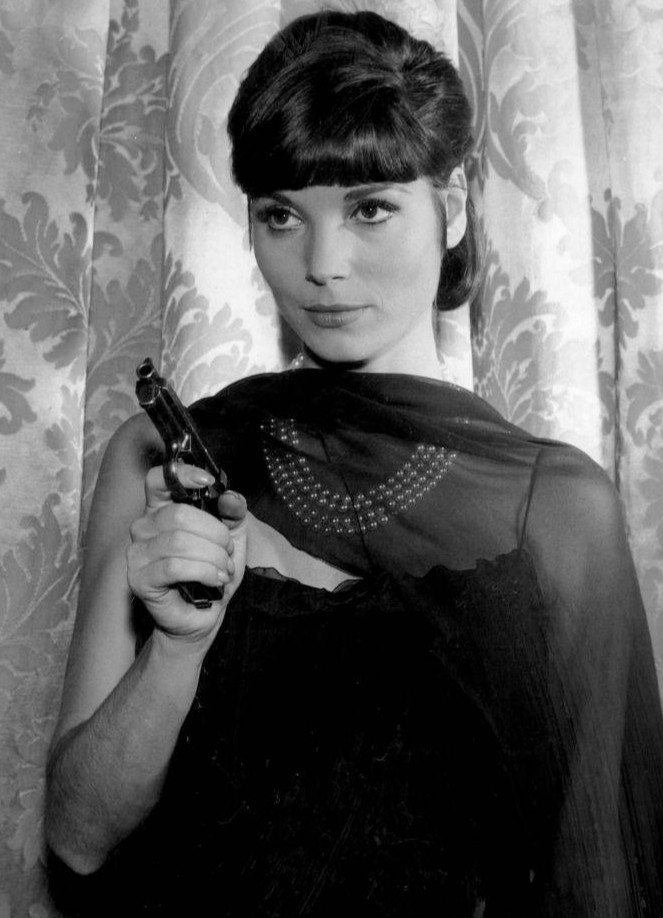
Elsa Martinelli em 1964

## Vencedoras
| Ano  | Atriz (es)                                                   | Filme                               |
| ---- | ------------------------------------------------------------ | ----------------------------------- |
| 1956 | Elsa Martinelli                                              | Donatella                           |
| 1957 | Yvonne Mitchell                                              | Woman in a Dressing Gown            |
| 1958 | Anna Magnani                                                 | Wild Is the Wind                    |
| 1959 | Shirley MacLaine                                             | Ask Any Girl                        |
| 1960 | Juliette Mayniel                                             | Kirmes                              |
| 1961 | Anna Karina                                                  | Une femme est une femme             |
| 1962 | Rita Gam                                                     | No Exit                             |
| 1962 | Viveca Lindfors                                              | No Exit                             |
| 1963 | Bibi Andersson                                               | Älskarinnan                         |
| 1964 | Sachiko Hidari                                               | Nippon Konchuki                     |
| 1964 | Sachiko Hidari                                               | Kanojo to kare                      |
| 1965 | Madhur Jaffrey                                               | Shakespeare Wallah                  |
| 1966 | Lola Albright                                                | Lord Love a Duck                    |
| 1967 | Edith Evans                                                  | The Whisperers                      |
| 1968 | Stéphane Audran                                              | Les Biches                          |
| 1971 | Simone Signoret                                              | Le Chat                             |
| 1971 | Shirley MacLaine                                             | Desperate Characters                |
| 1972 | Elizabeth Taylor                                             | Hammersmith Is Out                  |
| 1975 | Kinuyo Tanaka                                                | Sandakan hachibanshokan, bohkyo     |
| 1976 | Jadwiga Barańska                                             | Noce i dnie                         |
| 1977 | Lily Tomlin                                                  | The Late Show                       |
| 1978 | Gena Rowlands                                                | Opening Night                       |
| 1979 | Hanna Schygulla                                              | Die Ehe der Maria Braun             |
| 1980 | Renate Krößner                                               | Solo Sunny                          |
| 1981 | Barbara Grabowska                                            | Gorączka                            |
| 1982 | Katrin Saß                                                   | Bürgschaft für ein Jahr             |
| 1983 | Yevgeniya Glushenko                                          | Vlyublyon po sobstvennomu zhelaniyu |
| 1984 | Inna Churikova                                               | Voenno-polevoy roman                |
| 1985 | Jo Kennedy                                                   | Wrong World                         |
| 1986 | Charlotte Valandrey                                          | Rouge Baiser                        |
| 1986 | Marcélia Cartaxo                                             | A Hora da Estrela                   |
| 1987 | Ana Beatriz Nogueira                                         | Vera                                |
| 1988 | Holly Hunter                                                 | Broadcast News                      |
| 1989 | Isabelle Adjani                                              | Camille Claudel                     |
| 1990 | Não foi concedido                                            | —                                   |
| 1991 | Victoria Abril                                               | Amantes                             |
| 1992 | Maggie Cheung                                                | Ruan Ling Yu                        |
| 1993 | Michelle Pfeiffer                                            | Love Field                          |
| 1994 | Crissy Rock                                                  | Ladybird, Ladybird                  |
| 1995 | Josephine Siao                                               | Nu ren si shi                       |
| 1996 | Anouk Grinberg                                               | Mon homme                           |
| 1997 | Juliette Binoche                                             | The English Patient                 |
| 1998 | Fernanda Montenegro                                          | Central do Brasil                   |
| 1999 | Maria Schrader / Juliane Köhler                              | Aimée & Jaguar                      |
| 2000 | Bibiana Beglau /Nadja Uhl                                    | Die Stille nach dem Schuß           |
| 2001 | Kerry Fox                                                    | Intimacy                            |
| 2002 | Halle Berry                                                  | Monster's Ball                      |
| 2003 | Meryl Streep / Nicole Kidman / Julianne Moore                | The Hours                           |
| 2004 | Charlize Theron                                              | Monster                             |
| 2004 | Catalina Sandino Moreno                                      | Maria Full of Grace                 |
| 2005 | Julia Jentsch                                                | Sophie Scholl - Die letzten Tage    |
| 2006 | Sandra Hüller                                                | Requiem                             |
| 2007 | Nina Hoss                                                    | Yella                               |
| 2008 | Sally Hawkins                                                | Happy-Go-Lucky                      |
| 2009 | Birgit Minichmayr                                            | Alle Anderen                        |
| 2010 | Shinobu Terajima                                             | Caterpillar                         |
| 2011 | Leila Hatami / Sareh Bayat / Sarina Farhadi / Kimia Hosseini | Nader and Simin, A Separation       |
| 2012 | Rachel Mwanza                                                | War Witch                           |
| 2013 | Paulina Garcia                                               | Gloria                              |
| 2014 | Haru Kuroki                                                  | Chiisai Ouchi                       |
| 2015 | Charlotte Rampling                                           | 45 Years                            |
| 2016 | Trine Dyrholm                                                | Kollektivet                         |
| 2017 | Kim Min-hee                                                  | Bam-ui Haebyeon-eoseo Honja         |